# Phyllanthus oligospermus
Phyllanthus oligospermus là một loài thực vật có hoa trong họ Diệp hạ châu. Loài này được Hayata miêu tả khoa học đầu tiên năm 1920.